# Stadtmauer von Erice

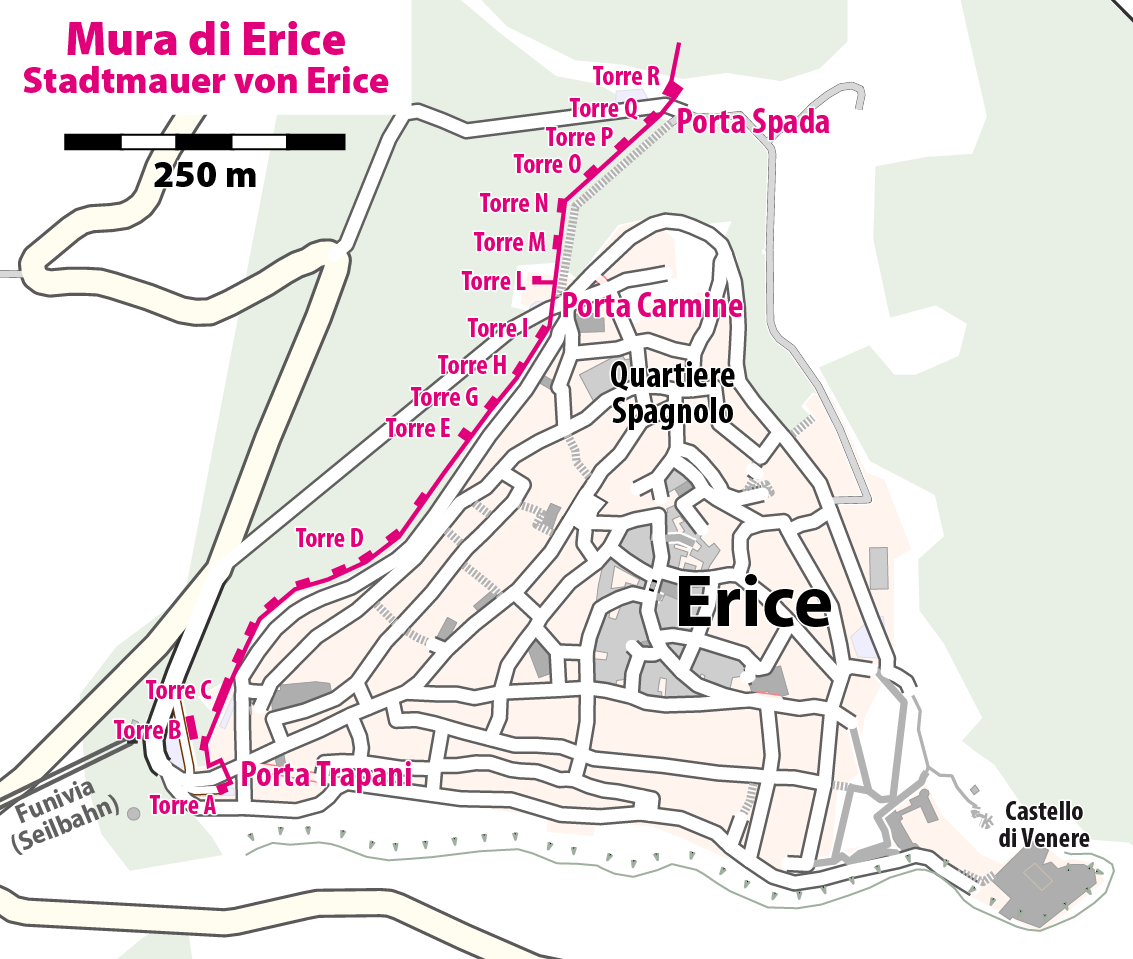
Die Stadtmauer auf der Nordwestseite der Stadt Erice

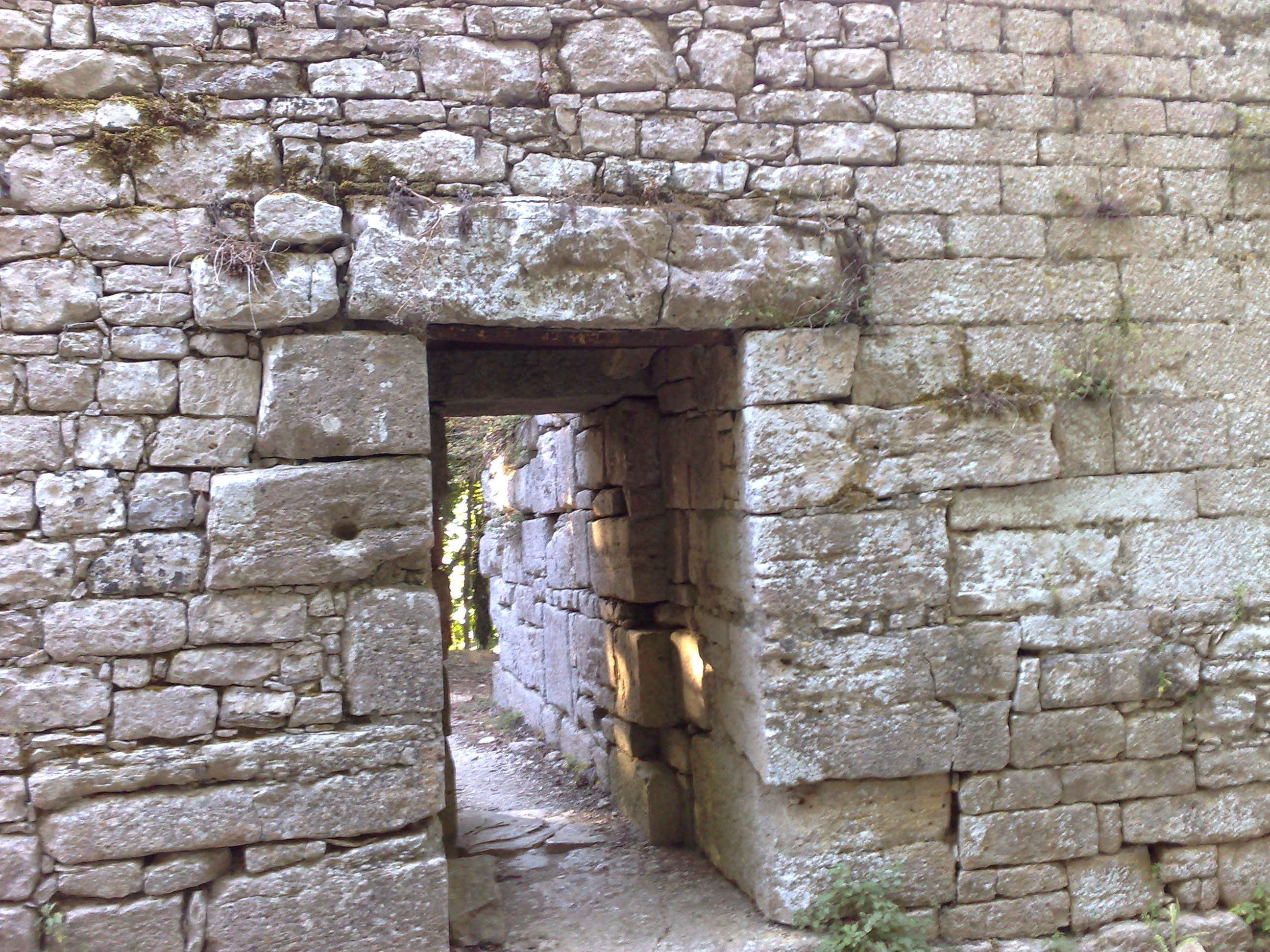
Erice: Zyklopenmauerwerk

Die Stadtmauer von Erice reicht in ihren Ursprüngen auf das Werk phönizischer Baumeister aus dem 8. Jahrhundert v. Chr. zurück. Sie sichert die Seeseite der 700 m über dem Meer liegenden Stadt Erice auf Sizilien. Auf den beiden landwärts gerichteten Flanken stellen steile, nahezu senkrechte Felsformationen ein natürliches Hindernis dar. Die Innenseite der Mauer verläuft größtenteils unmittelbar an städtischen Straßen, für die Besichtigung der Außenseite wurde 1999 ein Fußweg angelegt, der zusätzlich mit Informationstafeln versehen ist. Ein umfangreiches Maßnahmenprogramm der Tourismusbehörde hatte in den Jahren seit 1994 erhebliche Arbeiten – vor allem an der Außenfassade – durchgeführt, um die Stadtmauer für die Besucher wieder besser sichtbar zu machen.

## Beschreibung
Die Ausdehnung der Stadt Erice auf dem Plateau des Monte Erice ist stark von natürlichen Gegebenheiten begrenzt und entspricht in etwa einem gleichseitigen Dreieck mit einer Kantenlänge von 750 m. Die Süd- und Nordostseite waren durch steile Berghänge daher vor Angreifern geschützt, nur die zur See hin gerichtete Nordwestseite hatte einen mäßigen Anstieg. Aus strategischen Gründen wurde diese Seite durch eine Steinmauer geschützt. Bis um die Zeit von 1800 spielte sie als Stadtbefestigung eine Rolle. In römischer Zeit wurde in einem Abstand von etwa 50 Metern eine zweite Stadtmauer errichtet, von der allerdings heute kaum noch Reste vorhanden sind.

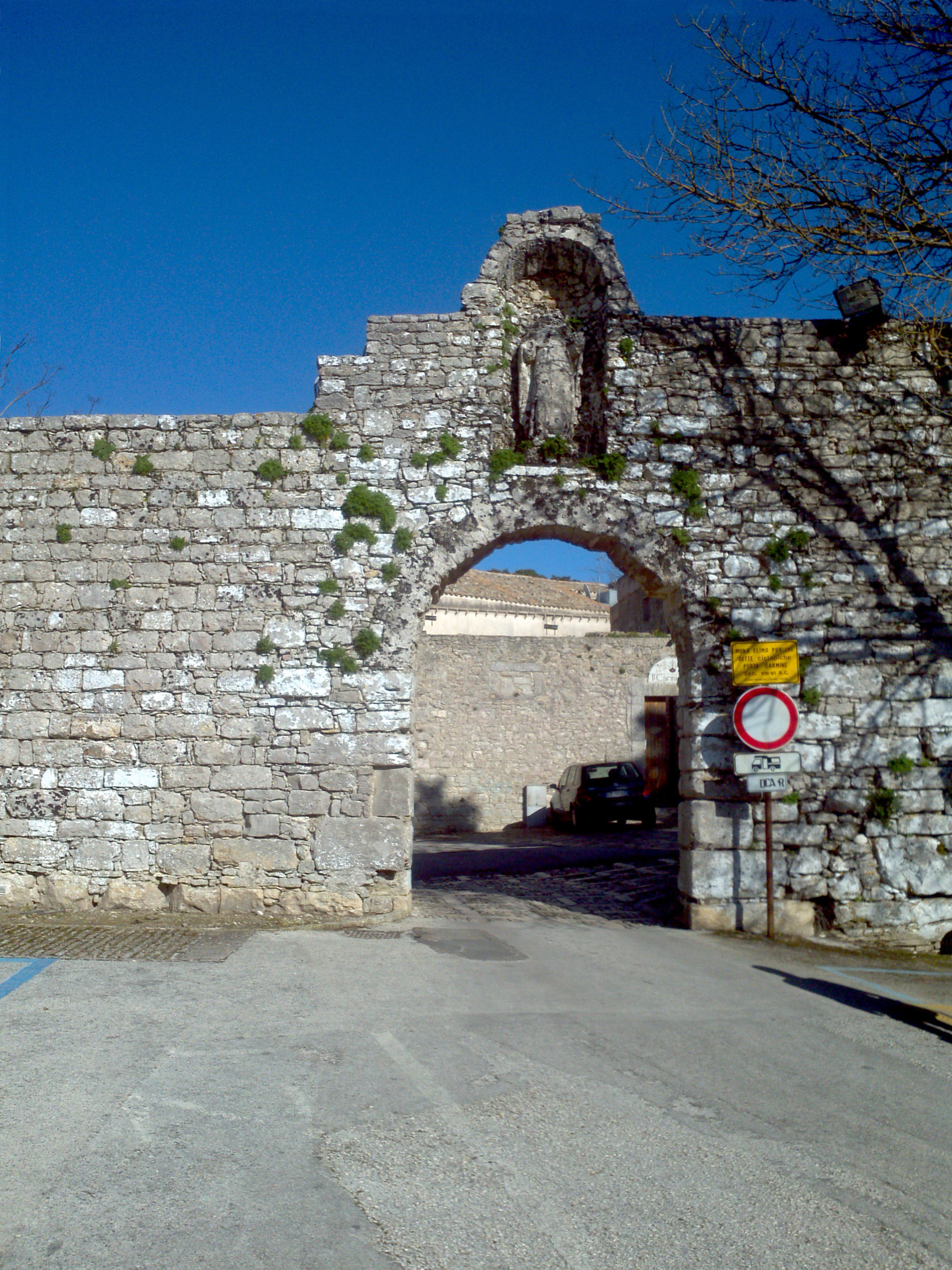
Porta Carmine, Außenseite

Die Stadtmauer war mit mindestens 25 Türmen gesichert, von denen heute noch Reste von 16 sichtbar sind, sechs davon sind noch gut erhalten. An drei Stellen waren Tore für Fuhrwerke eingelassen, die alle noch erhalten sind: Porta Trapani ganz im Südwesten, Porta Carmine und Porta Spada. An mehreren zusätzlichen Stellen waren Türen eingelassen, um Menschen in Friedenszeiten eine schnelle Passage zu ermöglichen. An den Basisquadern der Mauer sind an verschiedenen Stellen Buchstaben des phönizischen Alphabets eingeritzt: Ajin, Beth, und Pe, die im Jahre 1882 entdeckt wurden. Es ist nicht klar, was sie bedeuten. Es könnten Steinmetzzeichen sein oder Zeichen einer Zuordnung der Stücke für den Bau der verschiedenen Türme.
Nach oben hin werden die Steinquader kleiner. Archäologischen Untersuchungen zufolge wurden diese Steine nach Zerstörungen erneut zu der Stadtmauer aufgeschichtet, nachdem sie neu zugehauen worden waren. Die Stadttore, so wie man sie heute sieht, sind entsprechend jüngeren Datums, dürften aber, auch dem Straßenverlauf zufolge, immer an der gleichen Stelle gestanden haben. Porta Spada hat den besten Erhaltungszustand und wohl auch die älteste Bausubstanz. Porta Trapani scheint sogar im Mittelalter wieder aufgebaut worden zu sein. Die Porta Carmine wurde am wenigsten stark verändert, zumindest ist die Substanz von seiner Erbauung noch erkennbar. Zu den Veränderungen gehört die Schaffung der großen Nische über dem Bogen, die sich auf das 17. Jahrhundert datieren lässt. In der Nische befindet sich eine Statue mit St. Albert, seit Mitte des 20. Jahrhunderts ohne seinen Kopf.

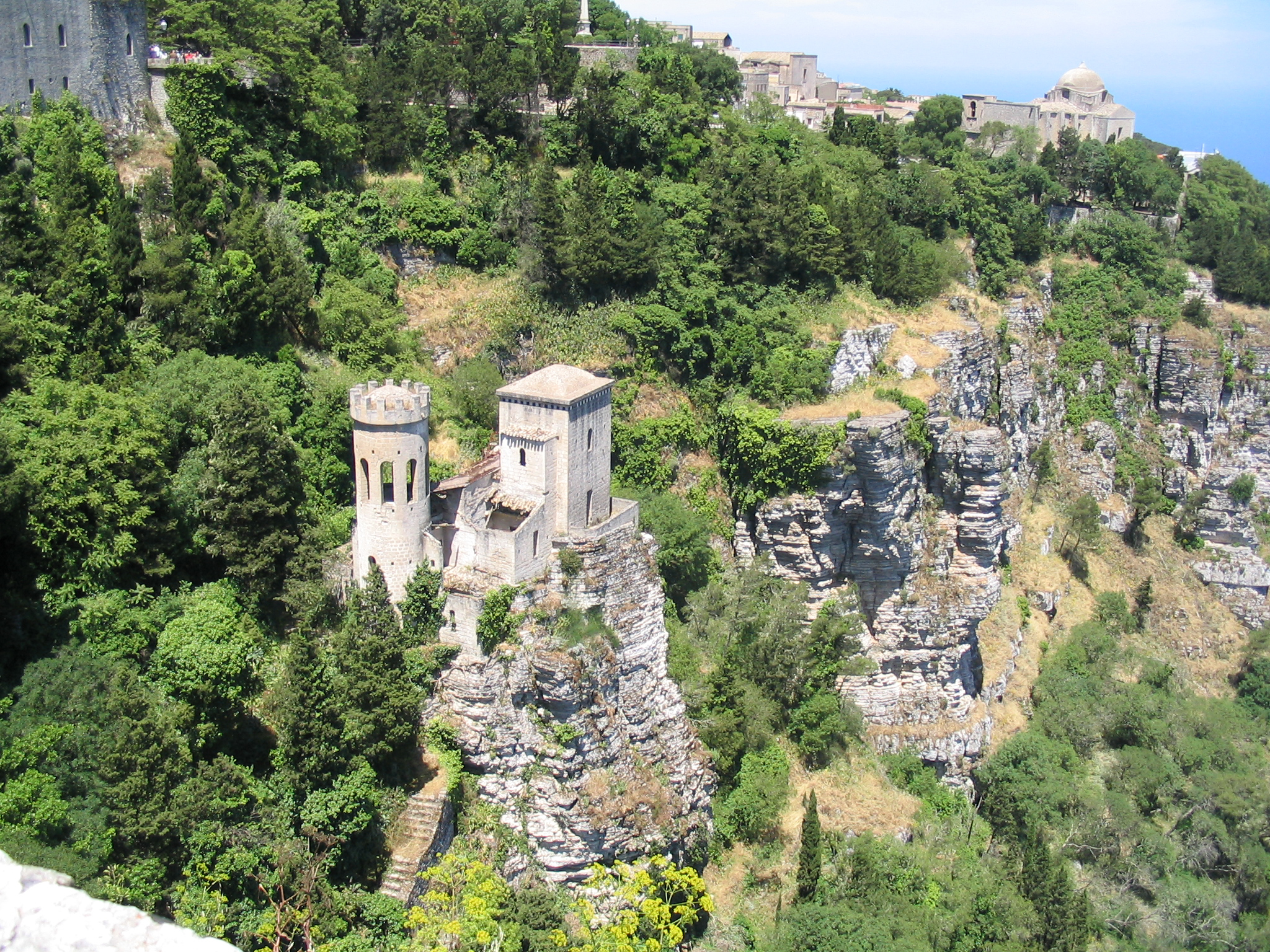
Die landwärtsgerichtete Seite von Erice